# Institut des corps gras et produits apparentés

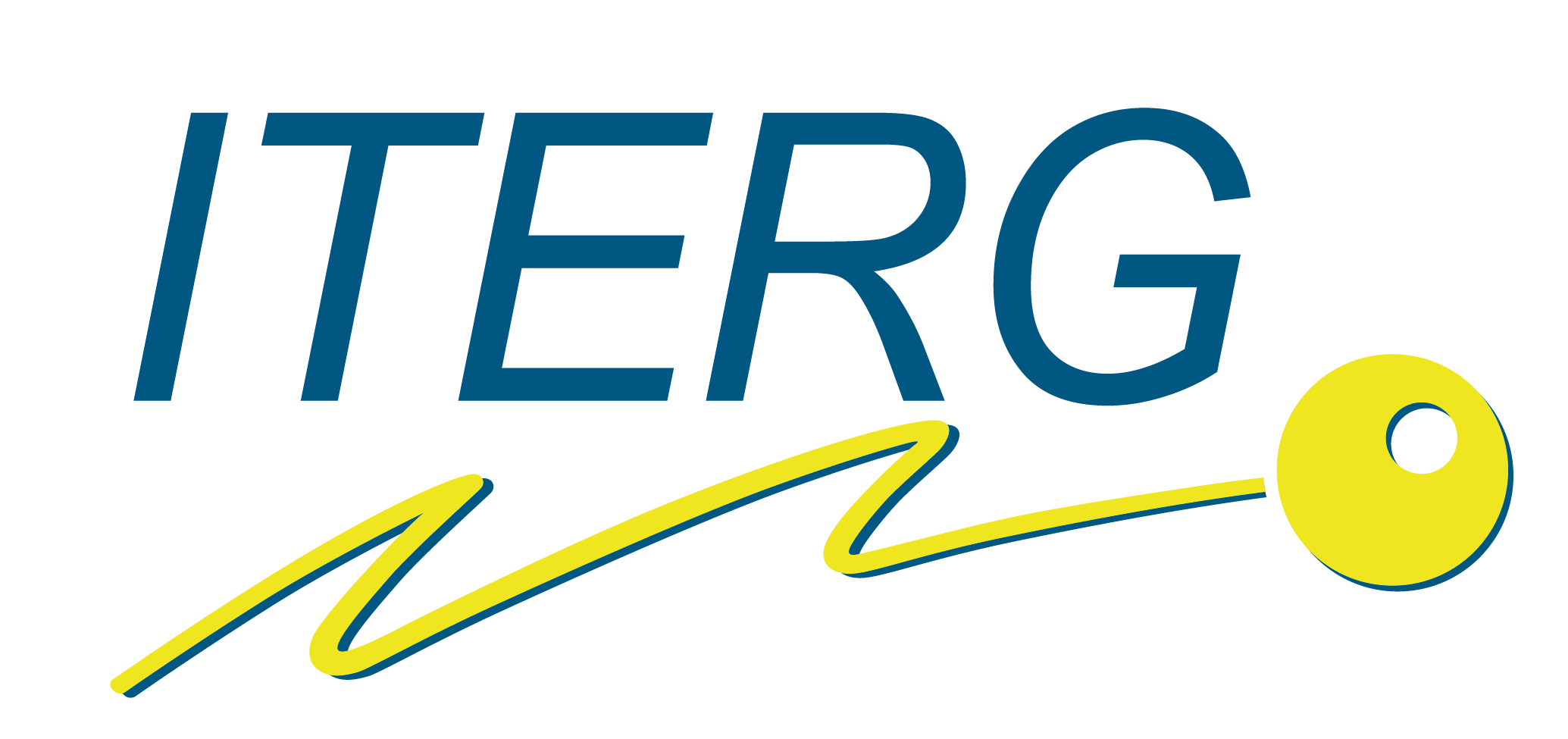

 (juin 2014).
Si vous disposez d'ouvrages ou d'articles de référence ou si vous connaissez des sites web de qualité traitant du thème abordé ici, merci de compléter l'article en donnant les références utiles à sa vérifiabilité et en les liant à la section « Notes et références ».
L'Institut des Corps Gras et produits apparentés (ITERG), est un centre technique industriel français créé en 1950 à la demande des producteurs et transformateurs de corps gras en application des dispositions de la loi du 22 juillet 1948. 
ITERG est  spécialisé dans la transformation, la valorisation et la caractérisation des ressources agricoles liées aux huiles et aux protéines végétales. Basé près de Bordeaux, ITERG réunit sur un même site 95 collaborateurs dont 80% de personnel scientifique et technique travaillant sur les plateformes de Chimie du Végétal, Ateliers de Trituration et raffinage, Laboratoires d’analyse, de Nutrition et de Formulation, et bureaux d’études environnementales.
Fin 2020, ITERG a fait l’acquisition de la SAS IMPROVE, plate-forme européenne dédiée à la valorisation des protéines végétales.
De la graine à l’ingrédient, du laboratoire (kg) à la ligne de production (tonne), Le GROUPE ITERG-IMPROVE maîtrise chaque étape pour accélérer la mise sur le marché et garantir la fiabilité industrielle des innovations.

## Missions
Proposant une approche pluridisciplinaire intégrée face aux besoins de l'industrie, ITERG :
- accompagne les entreprises dans leurs démarches de progrès ;
- contribue aux innovations technologiques produits, procédés, matériaux, systèmes et services ;
- mutualise des moyens et des expertises ;
- diffuse et transfère résultats, connaissances et savoir-faire en vue de leur valorisation industrielle ;
- s’implique dans la maîtrise de la qualité, la normalisation et la protection de la propriété intellectuelle.

## Recherche
Les travaux de Recherche d'ITERG s’articulent autour de 6 domaines de recherche et d’innovation stratégiques :
- « Valeur ajoutée santé » des nutriments lipidiques ;
- procédés d'extraction et de raffinage écoresponsables et optimisés selon les utilisations ;
- synthèse de nouveaux dérivés lipochimiques pour l’industrie ;
- méthodes originales d’analyse physicochimique ;
- études environnementales ;
- industrialisation du kg à la tonne.